# Buriti Alegre
Buriti Alegre este un oraș în Goiás (GO), Brazilia.